# Келлі Леффлер
Келлі Лінн Леффлер (англ. Kelly Lynn Loeffler; нар. 27 листопада 1970, Блумінгтон, Іллінойс) — американська підприємиця і політична діячка, представниця Республіканської партії в Сенаті США від штату Джорджія з 6 січня 2020 року до 21 січня 2021 року.

## Біографія
Народилася в Блумінгтоні, штат Іллінойс, і провела дитинство на сімейній фермі, працюючи на соєвих полях. У школі захоплювалася бігом і баскетболом. Здобула ступінь бакалавра наук в Іллінойському університеті в Урбана-Шампейн (1992 рік) і ступінь магістра ділового адміністрування в університеті Де Поля (1999 рік).
З 2002 року працювала у фінансовій компанії Intercontinental Exchange, що володіє Нью-Йоркською фондовою біржею, увійшла до виконавчого комітету фірми. 2004 року одружилася з генеральним директором Intercontinental Exchange Джеффрі Спречером. Заснувала підрозділ компанії Bakkt Bitcoin Futures, який займається ф'ючерсними контрактами, що спрямовані на операції з криптовалютою, була співвласницею жіночої баскетбольної команди Atlanta Dream.
2014 року розмірковувала над висуненням своєї кандидатури на виборах у Сенат США, але відмовилася від цих намірів, хоча володіє багатомільйонними статками, яких достатньо для фінансування власної передвиборчої кампанії. Політичні аналітики припускають, що Келлі Леффлер здатна повернути Республіканській партії жінок з передмість, які відвернулися від неї після перемоги Дональда Трампа на президентських виборах. 2012 року пожертвувала на президентську кампанію республіканця Мітта Ромні 750 тис. доларів — більше, ніж кампанії Трампа 2016 року.

## У Сенаті США
4 грудня 2019 року губернатор Джорджії Браян Кемп з огляду на відставку сенатора Джона Айзаксона призначив Келлі Леффлер сенаторкою від Джорджії на період до вступу на посаду переможця другого туру виборів 3 листопада 2020 года.
6 січня 2020 року Леффлер склала присягу і офіційно вступила на посаду.
3 листопада 2020 року під час додаткових другого туру вона набрала 26,07% голосів, а кандидат демократів, пастор баптистської церкви Рафаель Ворнок — 32,69%. Оскільки ніхто з кандидатів не набрав понад 50% голосів, на 5 січня 2021 року призначений другий тур за участю тільки Леффлер і Ворнока. Леффлер програла другий тур, набравши 49% голосів проти 51% у Ворнока.

## Особисте життя
Келлі Леффлер разом із чоловіком має доходів на 800 млн дол. (на листопад 2020 року, за даними Ньюсвік), що робить її найбагатшою сенаторкою США.